# Kids' Choice Awards 2008
La 20ª edizione dei Nickelodeon Kids' Choice Awards si è svolta il 29 marzo 2008 presso il Pauley Pavilion di Los Angeles e trasmesso in diretta dalla rete statunitense di Nickelodeon.
Lo show è stato anticipato dall'esibizione della rapper Lil' Mama col brano "Shawty Get Loose".
L'evento è stato condotto da Jack Black e ha visto le esibizioni del gruppo musicale della serie televisiva The Naked Brothers Band con "I Don't Want To Go to School" e di Miley Cyrus con "G.N.O. (Girl's Night Out)".
È stata l'unica edizione in cui Spongebob non ha vinto la categoria "Miglior serie animata", da quando la serie è stata eletta per la prima volta nel 2003.
Il voto è stato espresso dai telespettatori attraverso il sito ufficiale Nick.com, il servizio streaming TurboNick, il gioco online NickTropolis e, per la prima volta, tramite il sito mobile wap.nick.com.

## Candidature
I vincitori sono in grassetto.

### Televisione

#### Serie TV preferita
- Drake & Josh
- iCarly
- Hannah Montana
- Zack e Cody al Grand Hotel

#### Attore televisivo preferito
- Drake Bell  – Drake & Josh
- Josh Peck  – Drake & Josh
- Dylan Sprouse – Zack e Cody al Grand Hotel
- Cole Sprouse – Zack e Cody al Grand Hotel

#### Attrice televisiva preferita
- Miley Cyrus – Hannah Montana
- Emma Roberts – Unfabulous Unfabulous
- Jamie Lynn Spears – Zoey 101
- Raven-Symoné – Raven

#### Serie animata preferita
- Avatar - La leggenda di Aang
- SpongeBob
- Ed, Edd & Eddy
- I Simpson

#### Reality show preferito
- American Idol
- America's Next Top Model
- Are You Smarter than a 5th Grader?
- Deal or No Deal

### Cinema

#### Film preferito
- Alvin Superstar (Alvin and the Chipmunks), regia di Tim Hill
- Finalmente a casa (Are We Done Yet?), regia di Steve Carr
- Pirati dei Caraibi - Ai confini del mondo (Pirates of the Caribbean: At World's End), regia di Gore Verbinski
- Transformers, regia di Michael Bay

#### Attore cinematografico preferito
- Johnny Depp – Pirati dei Caraibi - Ai confini del mondo
- Ice Cube – Finalmente a casa
- Dwayne Johnson – Cambio di gioco
- Eddie Murphy – NorbitNorbit

#### Attrice cinematografica preferita
- Jessica Alba – I Fantastici 4 e Silver Surfer
- Drew Barrymore – Scrivimi una canzone
- Kirsten Dunst – Spider Man 3
- Keira Knightley – Pirati dei Caraibi - Ai confini del mondo

#### Film d'animazione preferito
- Ratatouille, regia di Brad Bird e Jan Pinkava
- Bee Movie, regia di Simon J. Smith e Steve Hickner
- Shrek Terzo (Shrek The Third), regia di Chris Miller e Raman Hui
- I Simpson - Il film (The Simpsons Movie), regia di David Silverman

#### Voce in un film d'animazione preferita
- Eddie Murphy – Shrek terzo
- Cameron Diaz – Shrek terzo
- Mike Myers – Shrek terzo
- Jerry Seinfeld – Bee Movie

### Musica

#### Gruppo musicale preferito
- Jonas Brothers
- Boys Like Girls
- Fall Out Boy
- Linkin Park

#### Cantante maschile preferito
- Chris Brown
- Bow Wow
- Soulja Boy
- Justin Timberlake

#### Cantante femminile preferita
- Miley Cyrus
- Alicia Keys
- Beyoncé
- Fergie

#### Canzone preferita
- Girlfriend – Avril Lavigne
- Beautiful Girls – Sean Kingston
- Big Girls Don't Cry – Fergie
- Don't Matter – Akon

### Sport

#### Atleta maschile preferito
- Tony Hawk
- Shaquille O'Neal
- Alex Rodriguez
- Tiger Woods

#### Atleta femminile preferita
- Danica Patrick
- Cheryl Ford
- Serena Williams
- Venus Williams

### Miscellanea

#### Videogioco preferito
- Madden NFL 08
- Guitar Hero III
- High School Musical: Sing It!
- Dance Dance Revolution: Hottest Party

#### Libro preferito
- Harry Potter
- Buffy l'ammazzavampiri - Ottava stagione
- Diario di una schiappa
- How to Eat Fried Worms

### Wannabe Award
- Cameron Diaz